# Cerro Blanco
Pour l’article homonyme, voir Cerro Blanco (métro de Santiago).
Le Cerro Blanco ou Volcán Nevado est un volcan du Chili ; il est le plus septentrional des Nevados de Chillán et leur point culminant avec 3 212 mètres d'altitude.
Il aurait été le siège d'une mégaexplosion vers 2300 avant notre ère avec un indice d'explosivité volcanique de 7[réf. nécessaire].